# Helina pandellei
Helina pandellei är en tvåvingeart som först beskrevs av Villeneuve 1922.  Helina pandellei ingår i släktet Helina och familjen husflugor. Inga underarter finns listade i Catalogue of Life.